# Drei Huan
Die sogenannten Drei Huan (chin. San Huan 三桓) bzw. drei Huan-Geschlechter waren drei mächtige Familien aus dem Staat Lu in der Frühlings- und Herbstperiode der chinesischen Geschichte. Es handelt sich um die drei Würdenträgerfamilien Jisun (季孙氏), Shusun (叔孙氏) und Mengsun (孟孙氏), die die Macht im Staate an sich gerissen hatten. Alle drei Familien führten ihre Herkunft auf Herzog Huan von Lu (Lu Huan gong; reg. 711–693) zurück. Bereits in den Gesprächen des Konfuzius (Lunyu XVI.3) ist von ihnen die Rede.